# 손바닥문학상
손바닥문학상은 한겨레신문사의 시사 주간지 한겨레21이 제정한 문학상이다.

## 역대 수상 작품
- 2009년 1회 신수원 <오리 날다>
  - 가작 한혜경 <인디언밥>
- 2010년 2회 김소윤 <벌레>
  - 가작 기민호 <구민을 위하여> 윤희정 <방문>
- 2011년 3회 김정원 <너에게 사랑을 줄게> 전구현 <랩탑>
  - 가작 이보리 <인형의 집으로 어서 오세요> 이도원 <가난한 사람들>  최호미 <나는 외롭지 않다>
- 2012년 4회 김민 <총각슈퍼 올림>
  - 가작 윤성훈 <황구>
- 2013년 5회 서주희 <전광판 인간>
  - 가작 황병욱 <민트와 오렌지> 이슬아 <상인들>
- 2014년 6회 김광희 <춘향이 노래방>[1]
  - 가작 이채운 <문 밖에서>
- 2015년 7회 성해나  <수평의 세계>
  - 이유경 <정당방위>  최예륜 <림천여인숙 살인사건>
- 2016년 8회 이항로(군인) <치킨런>
  - 가작 박호연 <산청으로 가는 길> 김혜인 <자작나무 숲의 온도>